# 切里博克斯 (密蘇里州)
切里博克斯（英語：Cherry Box）是位於美國密蘇里州謝爾比縣的非建制地區。

## 歷史
切里博克斯的郵局於1858年設立，其後於1943年停運。

## 地理
切里博克斯所處的海拔為高於海平面254米（即833英呎），而該地所採用的時區為UTC-6，即北美中部時區（CST）。同時該地設有夏令時間，為UTC-6調快一小時，即UTC-5（CDT）。